# Nizozemská východní Indie
Nizozemská či Holandská východní Indie (nizozemsky Nederlands-Indië, indonésky Hindia-Belanda) byl název kolonie zřízené nizozemskou Východoindickou společností na území dnešní Indonésie, která se během 19. století stala nizozemskou královskou kolonií. Centrem kolonie byl ostrov Jáva, zatímco ostatní ostrovy tvořily tzv. Buitengewesten (~ vnější kolonie).
V Anglo-nizozemské smlouvě z roku 1824 Nizozemci postoupili Guvernorát Nizozemské východní Indie holandská Malacca Británii, což vedlo k jeho případnému začlenění do Malakka (stát) moderní Malajsie.

## Historie

### Pronikání Evropanů do Indonésie

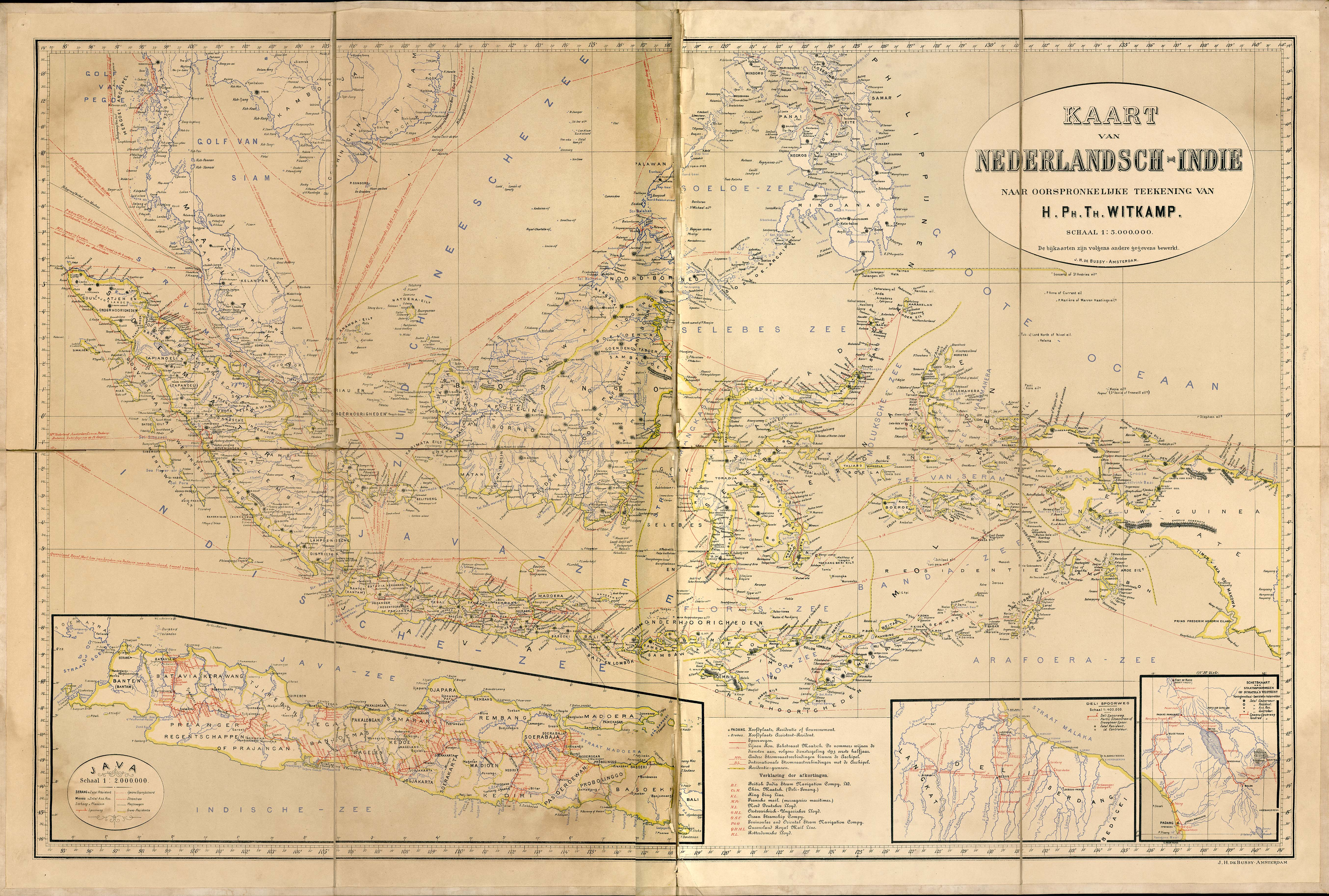
Nizozemská východní Indie, 1893

Průzkumy oblasti na konci 16. století vedené Janem Huyghen van Linschotenem roku 1582 a výzkumy Cornelise de Houtmana o deset let později vydláždily cestu Houtmanově plavbě do Bantenu (hlavního přístavu na Jávě) v letech 1595–1597, která vynesla jen velmi malý zisk. Nizozemské pronikání do Východní Indie (což častý je termín používaný pro oblast jihovýchodní Asie, naproti tomu výrazem „Západní Indie“ byla chápána oblast Karibiku) bylo relativně pomalé.

### Nizozemská Východoindická společnost

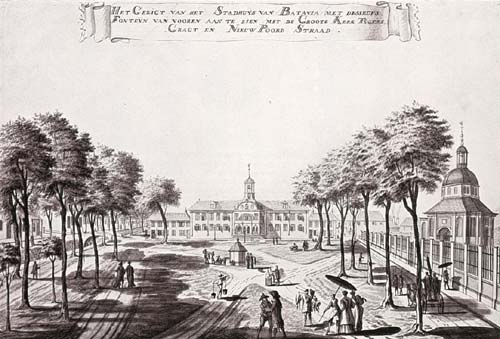
Radnice v hlavním městě Nizozemské východní Indie, Batavii, kolem roku 1770

Nizozemská Východoindická společnost (nizozemsky Verenigde Oost-Indische Compagnie, VOC) roku 1602 soustředila do svých rukou veškeré obchodní úsilí Nizozemců pro oblast Asie. V roce 1605 ozbrojené nizozemské obchodní lodě dobyly portugalský přístav Ambonia na Moluckých ostrovech, který se stal bezpečnou základnou pro nizozemskou Východoindickou společnost. Následný „Dvacetiletý mír“ podepsaný roku 1609 v Antverpách znamenal ukončení válečného stavu mezi Španělskem, které ovládalo portugalské území a tím i jeho kolonie v zámoří, a Republikou spojených nizozemských provincií. Na severozápadním pobřeží Jávy byla v roce 1619 založena Batavia, dnešní hlavní město Indonésie Jakarta, jako centrum nizozemské koloniální moci v oblasti, ze kterého byl kontrolován nizozemský obchod v Asii. Pro indonéskou historii je důležité, že Nizozemská východní Indie byla založena spíše pro obchodní účely než jako důsledek nizozemské národní expanze.

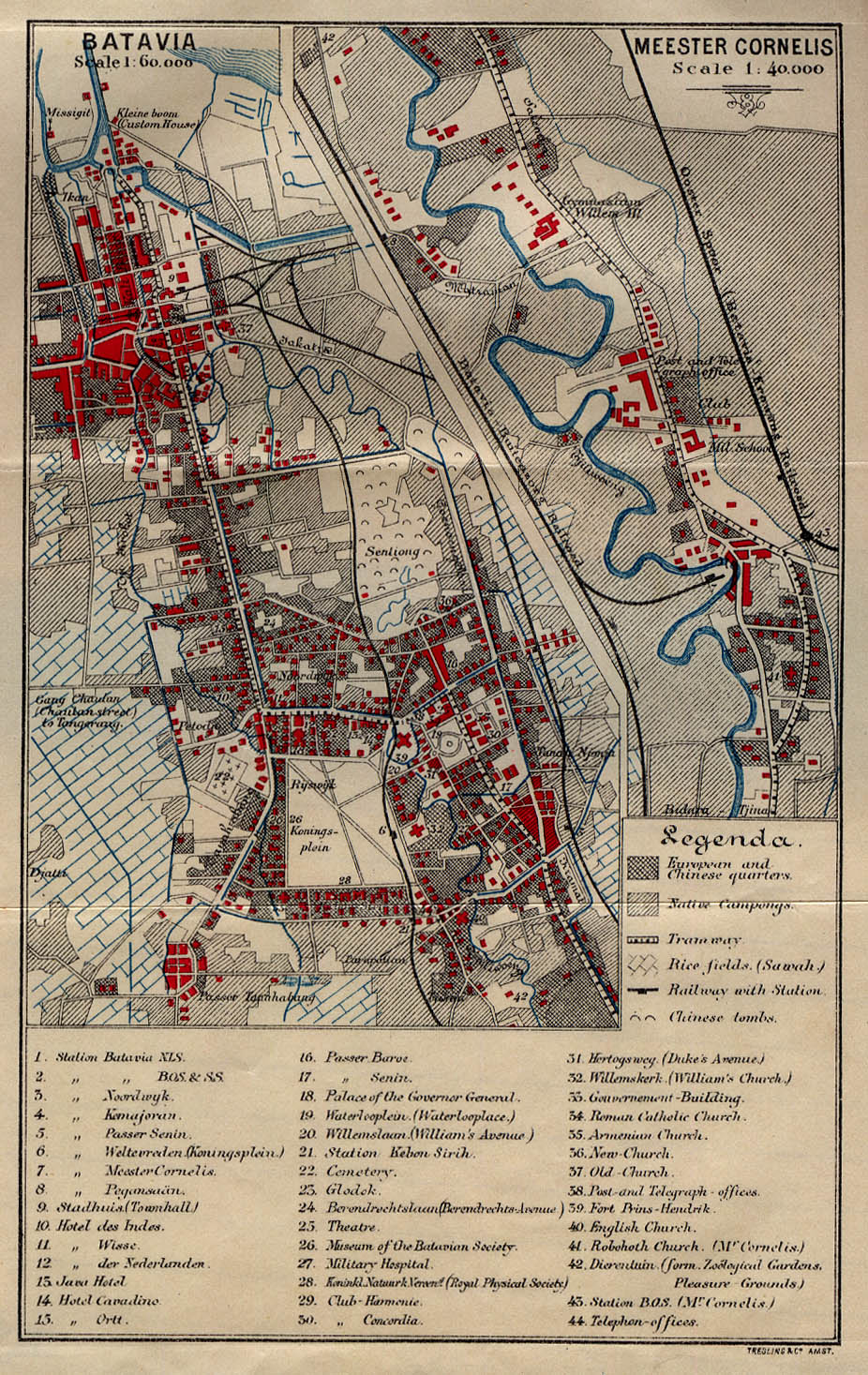
Mapa hlavního města Nizozemské východní Indie Batavia, 1897

Po zbytek 17. století převzali Nizozemci velké obchodní přístavy ve Východní Indii: Malakku roku 1641, původní království Achem (Aceh) roku 1667, Makassar o dva roky později a Bantam roku 1682. V téže době se v přístavech v Indii plošně pěstovala bavlna, kterou Nizozemci vyměňovali za pepř, což byl základ obchodu s kořením.
Jak poznamenal Fernand Braudel, největší zdroj bohatství ve Východní Indii byl obchod v rámci indonéského souostroví, což Nizozemci nazývali inlandse handel, kde jeden druh zboží byl vyměňován za jiný, se ziskem na každý obrat, například se stříbrem z Ameriky, které bylo na východě žádanější než v Evropě.
Vznikem monopolního postavení Nizozemska v obchodu s kořením začali Nizozemci na svých územích podporovat monokulturu: Ambonii využili k pěstování hřebíčku, Timor k pěstování vonných dřev santálu, Bandaské ostrovy pro muškátový oříšek a Cejlon pro skořici.

### Převzetí impéria nizozemskou vládou

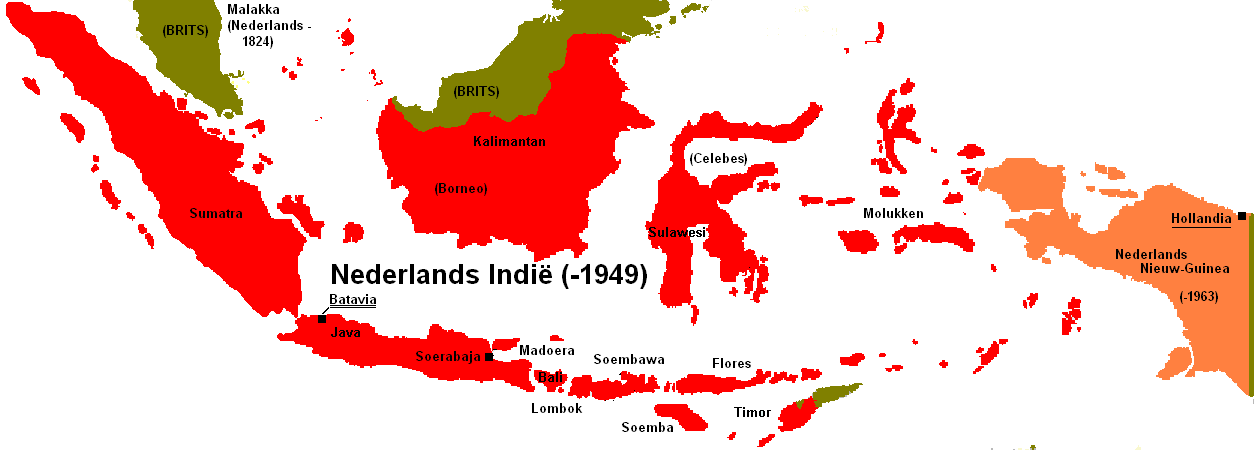
Nizozemská východní Indie

Kolem roku 1700 se nizozemská Východoindická společnost rozrostla na stát ve státě a představovala dominantní sílu v indonéském souostroví.
1. ledna 1800, poté co byla zkrachovalá nizozemská Východoindická společnost zlikvidována, převzala nizozemská vláda zámořská území jako královskou kolonii. Malakka a Malajský poloostrov byly britsko-nizozemskou smlouvou z Londýna z roku 1824 postoupeny Britům. Povstání javánského obyvatelstva bylo tvrdě potlačeno v Jávské válce v letech 1825–1830
Po roce 1830 byla na Jávě zavedena přísná politika označovaná jako cultuurstelsel, podle které musela být určitá část zemědělské produkce vyvezena a která vynesla Nizozemcům i jejich indonéským spojencům velké bohatství. Tento systém byl zrušen během liberálnějších let roku 1870.
Kolem roku 1898, kdy nastoupila na nizozemský trůn královna Wilhelmina, čítala javánská populace dvacet osm milionů obyvatel a dalších sedm milionů žilo na ostatních indonéských ostrovech (ačkoliv ne všichni byli zcela pod nizozemskou vládou). Roku 1901 nizozemská koloniální vláda přijala takzvanou etickou politiku, která zahrnovala zvýšení investic do domorodého vzdělání a moderní politické reformy, týkala se období mandátu generálního guvernéra J. B. van Heutsze.

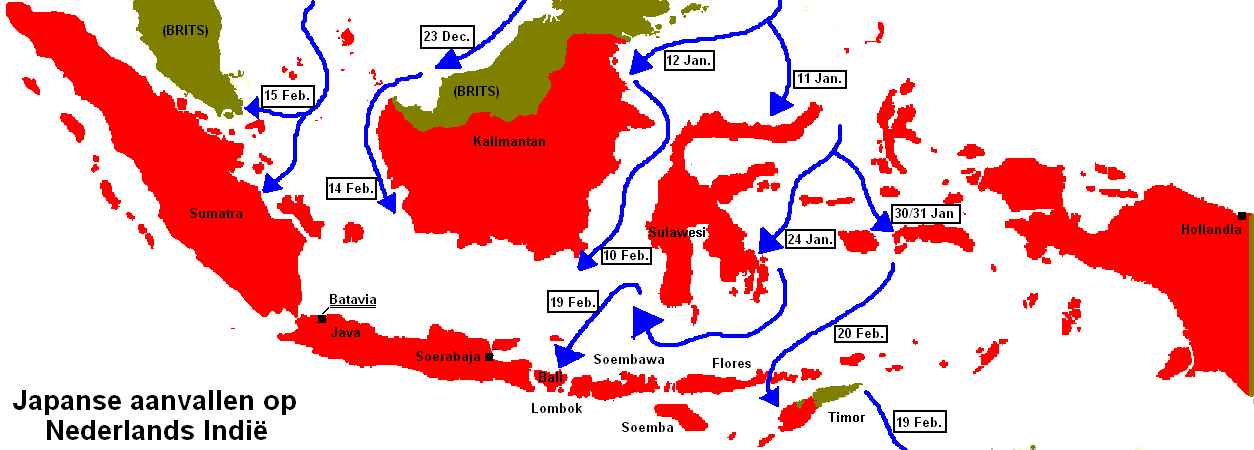
Japonská invaze do Nizozemské východní Indie

Rozšířením přímé koloniální vlády nad Nizozemskou východní Indií byly položeny základy dnešního indonéského státu.
Během nizozemské vlády bylo podepsáno několik dalších důležitých smluv, mezi nimi také dohoda o stanovení hranic, které jsou v současnosti indonéské. Britsko-nizozemská dohoda z roku 1824 také načrtla hranice budoucí Britské Malajsie a Nizozemské východní Indie. Nad zbytkem Indonésie si nizozemská vláda podržela kontrolu – s výjimkou japonské okupace v letech 1942–1945 – až do Indonéské národní revoluce, při které byla v roce 1949 vyhlášena nezávislost Republiky Indonésie. Hlavním městem nového státu se stala Batavia, dnes známá jako Jakarta.

### Poválečná indonéská nezávislost

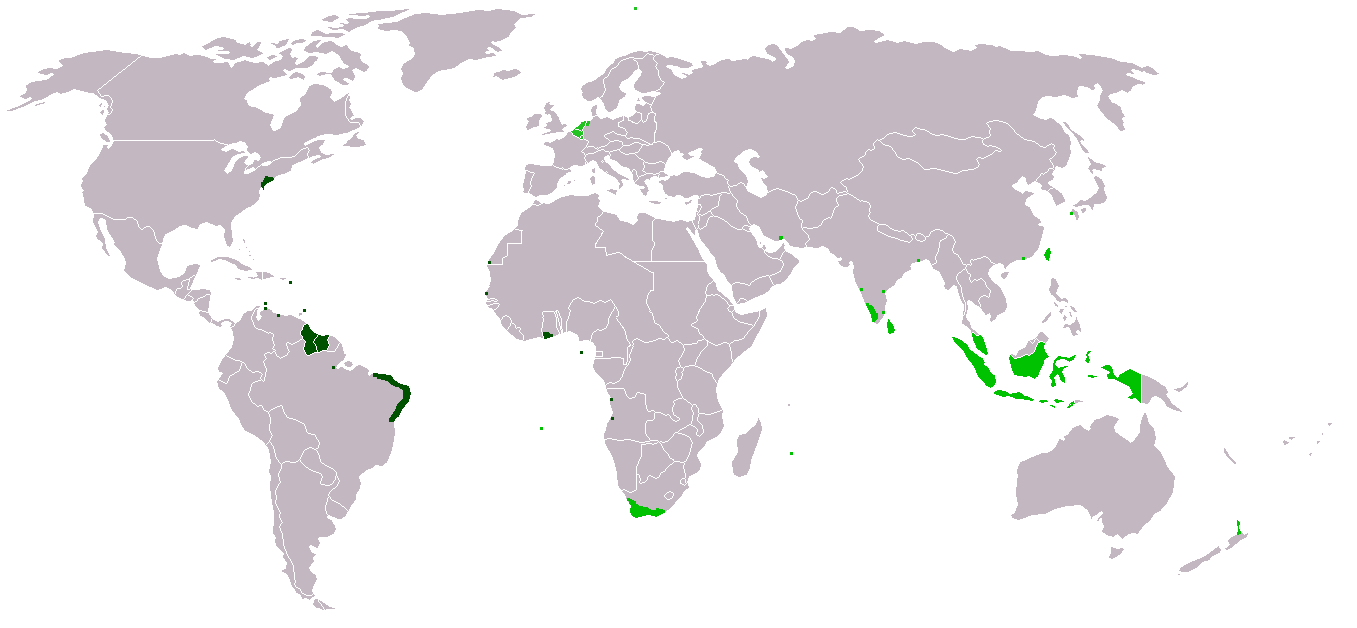
Mapa nizozemských kolonií. Světle zeleně državy nizozemské Východoindické společnosti (ostrovy v Indickém oceánu, Svatá Helena, Špicberky), tmavě zeleně državy nizozemské Západoindické společnosti.

Po kapitulaci Japonska, kterou skončila druhá světová válka v Tichomoří, vyhlásila skupina indonéských nacionalistů nezávislost. Mezi nimi byli i první budoucí prezident Indonésie Sukarno a viceprezident Mohammad Hatta. Tímto krokem byl rozpoután ozbrojený konflikt, ve kterém se Nizozemci pokoušeli nad regionem získat zpět kontrolu. Nizozemci byli jako první schopni obsadit Jakartu, a proto se hlavní město vzbouřenců muselo přesunout do Yogyakarty. Během druhé nizozemské ofenzivy byla dobyta i Yogyakarta, a tak se hlavní město znovu stěhovalo, tentokrát na západní Sumatru. Nicméně Nizozemsko nátlak z Austrálie a i z nově nezávislé Indie si prostřednictvím Spojených států vynutil v roce 1949 zasednutí k jednacímu stolu, kde Nizozemsko potvrdilo suverenitu Indonésie kromě oblasti Západní Papua.
Nová indonéská vláda pod vedením prezidenta Sukarna nakonec převzala nad Západní Papuou kontrolu vojensky v letech 1961–1962, v roce 1962 se krátce angažovalo také námořnictvo. Spojené státy zatlačily na Nizozemsko, aby se území Západní Papuy vzdalo ve prospěch Indonésie podle uzavřené Dohody z New Yorku. Mezitím změnila svůj názor australská vláda a začala také podporovat indonéskou stranu. Západní Papua dodnes zůstává pod indonéskou kontrolou, byť v různých odlehlejších částech regionu odpor proti indonéské centrální vládě pokračuje.

## Generální guvernér Nizozemské východní Indie
Generální guvernér reprezentoval nizozemskou koloniální moc v Nizozemské východní Indii od roku 1610 až do vyhlášení nezávislosti Indonésie v roce 1949. Prvního generálního guvernéra jmenovala nizozemská Východoindická společnost. Poté, co byla v roce 1796 nizozemská Východoindická společnost zrušena, zůstalo jmenování generálních guvernérů na nizozemské vládě. Během doby, kdy oblast ovládali Britové (1811–1816), nahradil funkci nizozemského generálního guvernéra anglický Lieutenant-Governor, z nichž nejvýznačnější byl Thomas Stamford Raffles. Během let 1942–1945 (zatímco byl do funkce jmenován Hubertus Johannes van Mook) byla oblast pod japonskou kontrolou a byla spravována ze dvou míst, Jávy a Sumatry. Po roce 1948, během vyjednávání o nezávislosti, se funkce nizozemského zástupce v oblasti nazývala Vysoký komisař Koruny v Nizozemské východní Indii.

### Seznam generálních guvernérů
| - 1610–1614: Pieter Both - 1614–1615: Gerard Reynst - 1615–1619: Laurens Reael - 1619–1623: Jan Pieterszoon Coen - 1623–1627: Pieter de Carpentier - 1627–1629: Jan Pieterszoon Coen - 1629–1632: Jacques Specx - 1632–1636: Hendrik Brouwer - 1636–1645: Anthony van Diemen - 1645–1650: Cornelis van der Lijn - 1650–1653: Carel Reyniersz - 1653–1678: Joan Maetsuycker - 1678–1681: Rijkloff van Goens - 1681–1684: Cornelis Speelman - 1684–1691: Johannes Camphuys - 1691–1704: Willem van Outhoorn - 1704–1709: Joan van Hoorn - 1709–1713: Abraham van Riebeeck - 1713–1718: Christoffel van Swol - 1718–1725: Hendrick Zwaardecroon - 1725–1729: Mattheus de Haan - 1729–1732: Diederik Durven - 1732–1735: Dirk van Cloon - 1735–1737: Abraham Patras - 1737–1741: Adriaan Valckenier - 1741–1743: Johannes Thedens - 1743–1750: Gustaaf Willem baron van Imhoff - 1750–1761: Jacob Mossel - 1761–1775: Petrus Albertus van der Parra - 1775–1777: Jeremias van Riemsdijk - 1777–1780: Reinier de Klerk - 1780–1796: Willem Alting - 1796–1801: Pieter Gerardus van Overstraten - 1801–1805: Johannes Siberg - 1805–1808: Albertus Wiese - 1808–1811: Herman Willem Daendels - 1811–1811: Jan Willem Janssens - 1811–1816: Pod britskou správou - 1811: Lord Minto - 1811–1816: Thomas Stamford Raffles - 1816: John Fendall | - 1816–1826: G.A.G.Ph. Baron van der Capellen - 1826–1830: L.P.J. Burggraaf du Bus de Gisignies / Hendrik Merkus de Kock - 1830–1833: Graaf van den Bosch - 1833–1836: J.C. Baud - 1836–1840: D.J. de Eerens - 1840–1841: C.S.W. Graaf van Hogendorp - 1841–1844: P. Merkus - 1844–1845: jhr J.C. Reijnst - 1845–1851: J.J. Rochussen - 1851–1856: A.J. Duijmaer van Twist - 1856–1861: C.F. Pahud - 1861–1866: L.A.J.W. Baron Sloet van de Beele - 1866–1872: P. Mijer - 1872–1875: J. Loudon - 1875–1881: J.W. van Lansberge - 1881–1884: F. s'Jacob - 1884–1888: O. van Rees - 1888–1893: C. Pijnacker Hordijk - 1893–1899: jhr. C.H.A. van Wijck - 1899–1904: W. Rooseboom - 1904–1909: Johannes Benedictus van Heutsz - 1909–1916: A.F.W. Idenburg - 1916–1921: J.P. Graaf van Limburg Stirum - 1921–1926: D. Fock - 1926–1931: jhr. A.C.D. de Graeff - 1931–1936: jhr. B.C. de Jonge - 1936–1942: Alidius Warmoldus Lambertus Tjarda van Starkenborgh Stachouwer - 1942–1948: Hubertus Johannes van Mook - 1942–1945: Pod japonskou správou - Vojenští guvernéři na Jávě: - březen–listopad 1942: Hitoši Imamura - listopad 1942 – listopad 1944: Kumašaki Harada - listopad 1944 – září 1945: Šigeiči Jamamoto - Vojenští guvernéři na Sumatře: - březen–červenec 1942: Tomojuki Jamašita (Malajský tygr) - červenec 1942 – duben 1943: Jaheita Saito - duben 1942 – srpen 1945: Moritake Tanabe - 1948–1949: Louis Beel (Vysoký komisař Koruny v Nizozemské východní Indii) - 1949: A.H.J. Lovink (Vysoký komisař Koruny v Nizozemské východní Indii) |